# Episodi di Queer as Folk (serie televisiva 1999)
La serie televisiva Queer as Folk è andata in onda per due stagioni tra il 1999 e il 2000 sul canale britannico Channel 4.
In Italia la serie è andata in onda su GAY.tv dal 12 ottobre 2002 e su Jimmy dal 27 gennaio 2005.
La prima stagione, composta da otto episodi, andò in onda dal 23 febbraio al 13 aprile 1999.
| nº | Titolo originale  | Titolo italiano | Prima TV Regno Unito | Prima TV Italia |
| -- | ----------------- | --------------- | -------------------- | --------------- |
| 1  | Thursday          |                 | 23 febbraio 1999     | 12 ottobre 2002 |
| 2  | Stuart Alan Jones |                 | 2 marzo 1999         |                 |
| 3  | A Night Out       |                 | 9 marzo 1999         |                 |
| 4  | D.I.S.C.O.        |                 | 16 marzo 1999        |                 |
| 5  | The Date          |                 | 23 marzo 1999        |                 |
| 6  | Meet the Parents  |                 | 30 marzo 1999        |                 |
| 7  | Thirty            |                 | 6 aprile 1999        |                 |
| 8  | Punchline         |                 | 13 aprile 1999       |                 |

La seconda stagione comprende due episodi, andati in onda il 15 febbraio e il 22 febbraio 2000.
| nº | Titolo originale     | Titolo italiano | Prima TV Regno Unito | Prima TV Italia |
| -- | -------------------- | --------------- | -------------------- | --------------- |
| 1  | Out of the Closet... |                 | 15 febbraio 2000     |                 |
| 2  | ...Into the Fire     |                 | 22 febbraio 2000     |                 |